# E-Prix di Giacarta 2022
L'E-Prix di Giacarta 2022 è stata la 9 prova del Campionato mondiale di Formula E 2021-2022 e la prima edizione dell'E-Prix di Giacarta. La gara è stata vinta dall'neozelandese Mitch Evans.

## Risultati

### Gara
| Pos. | No. | Pilota                 | Squadra               | Giri | Tempo/Ritiro | Griglia | Punti |
| ---- | --- | ---------------------- | --------------------- | ---- | ------------ | ------- | ----- |
| 1    | 9   | Mitch Evans            | Jaguar TCS Racing     |      | 48:28.424    | 2       | 25    |
| 2    | 25  | Jean-Éric Vergne       | DS Techeetah          | 40   | +0.733       | 1       | 21+3  |
| 3    | 48  | Edoardo Mortara        | ROK.IT Venturi Racing | 40   | +0.967       | 4       | 18    |
| 4    | 13  | António Félix da Costa | DS Techeetah          | 40   | +3.350       | 2       | 12    |
| 5    | 5   | Stoffel Vandoorne      | Mercedes EQ           | 40   | +4.038       | 7       | 11+1  |
| 6    | 27  | Jake Dennis            | Avalance Andretti     | 40   | +4.635       | 5       | 8     |
| 7    | 11  | Lucas Di Grassi        | ROK.IT Venturi Racing | 40   | +5.253       | 10      | 6     |
| 8    | 94  | Pascal Wehrlein        | TAG Heuer Porsche     | 40   | +8.191       | 11      | 4     |
| 9    | 36  | André Lotterer         | TAG Heuer Porsche     | 40   | +11.080      | 8       | 2     |
| 10   | 10  | Sam Bird               | Jaguar TCS Racing     | 40   | +13.348      | 14      | 1     |
| 11   | 23  | Sébastien Buemi        | Nissan e.dams         | 40   | +14.766      | 6       |       |
| 12   | 3   | Oliver Turvey          | NIO 333               | 40   | +20.922      | 16      |       |
| 13   | 28  | Oliver Askew           | Avalance Andretti     | 40   | +23.020      | 19      |       |
| 14   | 22  | Maximilian Günther     | Nissan e.dams         | 40   | +25.184      | 15      |       |
| 15   | 29  | Alexander Sims         | Mahindra Racing       | 40   | +29.520      | 20      |       |
| 16   | 37  | Nick Cassidy           | Envision Racing       | 40   | +29.873      | 13      |       |
| 17   | 4   | Robin Frijns           | Envision Racing       | 40   | +30.854      | 21      |       |
| 18   | 33  | Dan Ticktum            | NIO 333               | 40   | +31.827      | 18      |       |
| 19   | 7   | Sérgio Sette Câmara    | Dragon / Penske       | 40   | +38.218      | 17      |       |
| Rit  | 99  | Antonio Giovinazzi     | Dragon / Penske       | 35   | Batterie     | 22      |       |
| Rit  | 17  | Nyck de Vries          | Mercedes EQ           | 29   | Incidente    | 9       |       |
| RIt  | 30  | Oliver Rowland         | Mahindra Racing       | 1    | Ruota        | 12      |       |